# Ceroplastes brachyurus
Ceroplastes brachyurus är en insektsart som beskrevs av Cockerell 1903. Ceroplastes brachyurus ingår i släktet Ceroplastes och familjen skålsköldlöss. Inga underarter finns listade i Catalogue of Life.